# Roland Prince
Roland Prince (Saint John's (Antigua en Barbuda), 27 augustus 1946 - 15 juli 2016) was een Antiguaanse jazzgitarist.

## Overlijden
Roland Prince overleed in juli 1946 op 69-jarige leeftijd.

## Discografie

### Als leader
- 1976: Color Vision (met Virgil Jones, Frank Foster, Kenny Barron, Al Foster, Eddie Moore, Bob Cranshaw)
- 1977: Free Spirit

### Als sideman
- 1972: Today met Johnny Hartman (Perception Records)
- 1972: Senyah met Roy Haynes (Mainstream)
- 1978: The Wizard met Pat LaBarbera (Dire)
- 1976: Now's the Time met Billy Mitchell (Catalyst)
- 1991: Black & Black met David Murray (Red Baron)
- 1973: Life is Round met Compost
- 1975: New Agenda met Elvin Jones (Vanguard)
- 1975: Mr. Thunder met Elvin Jones (EastWest)
- 1976: Summit Meeting (Vanguard) met James Moody, Clark Terry en Bunky Green
- 1978: Remembrance met Elvin Jones (MPS)
- 1978: Elvin Jones Music Machine met Elvin Jones (Mark Levinson)
- 1978: Live in Japan 1978: Dear John C. met Elvin Jones(Trio (Japan))
- 1978: Elvin Jones Jazz Machine Live in Japan Vol. 2 met Elvin Jones (Trio (Japan))
- 1972: Lean on Me met Shirley Scott (Cadet)
- 1971: Awareness met Buddy Terry (Mainstream)
- 1973: Inner Crisis met Larry Willis (Groove Merchant)